# Fleesensee
Fleesensee (svenska:Fleesensjön) är en tysk insjö i  förbundslandet Mecklenburg-Vorpommern.  

## Läge
Fleesensjön är belägen mellan sjöarna Kölpinsjön och Plauer See i distriktet Mecklenburgische Seenplatte. Sjöarna förbindas med varandra genom floden Elde, som genomflyter Fleesensjön från öster till väster.